# 野野口站

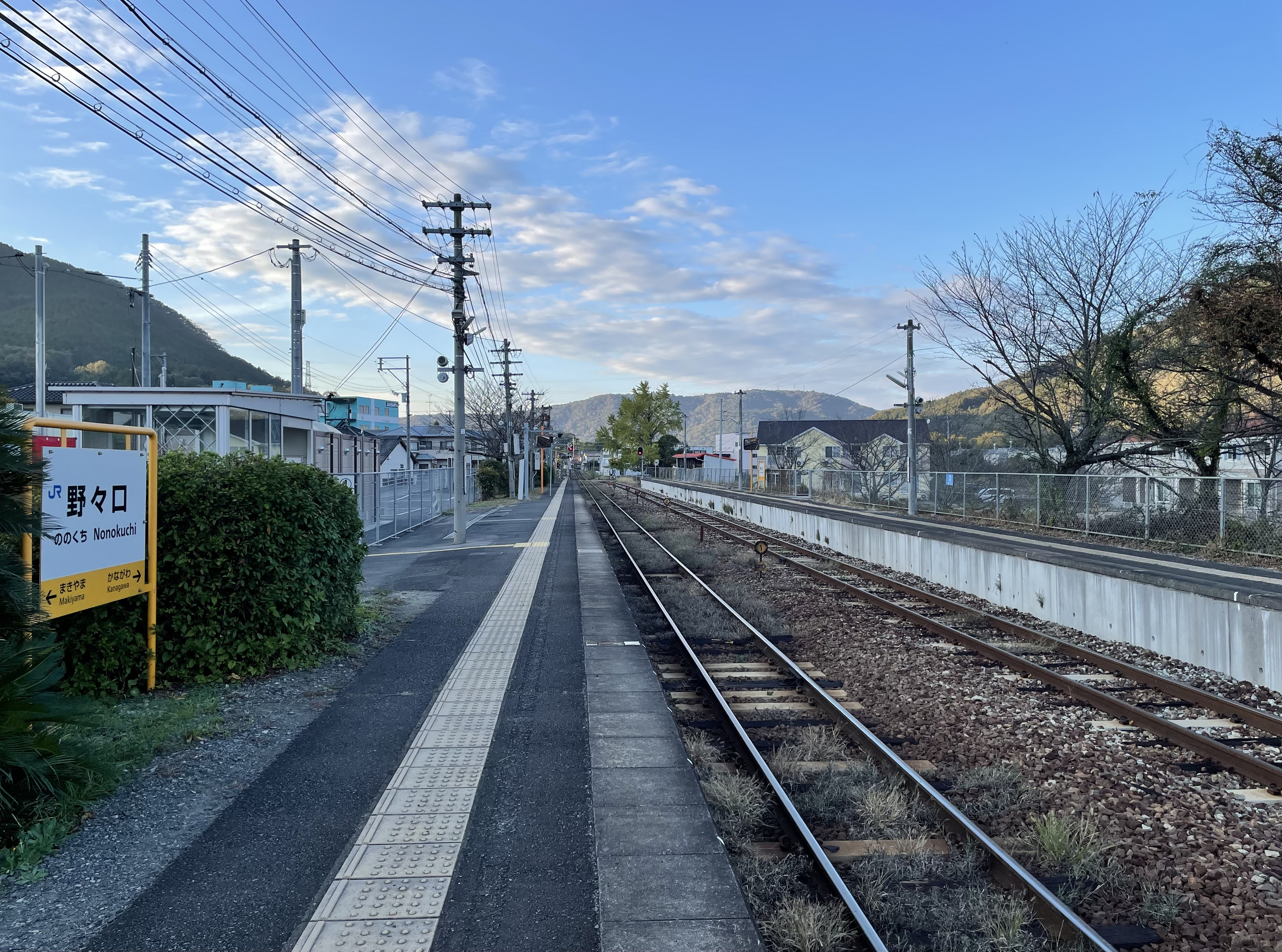
月台(2023年11月)

野野口站（日语：／ Nonokuchi eki */?）是位於岡山縣岡山市北區御津野野口1135號，西日本旅客鐵道（JR西日本）的津山線車站。

## 歷史
- 1898年（明治31年）12月21日 - 中國鐵道（日语：中鉄バス）本線岡山市站至津山站開通，此站啟用。
  - 當時車站地址是岡山縣津高郡宇垣村野野口。
- 1900年（明治33年）4月1日 - 隨著御津郡成立，車站地址變為岡山縣御津郡宇垣村野野口。
- 1944年（昭和19年）6月1日 - 中國鐵道的鐵路部門被國有化，成為國有鐵道津山線車站。
- 1953年（昭和28年）4月1日 - 隨著御津町（日语：御津）成立，車站地址變為岡山縣御津郡御津町野野口。
- 1987年（昭和62年）4月1日 - 伴隨國鐵分割民營化，車站由西日本旅客鐵道（JR西日本）營運。
- 2005年（平成17年）3月22日 - 隨著御津町編入至岡山市，車站地址變為岡山縣岡山市御津（日语：御津）野野口。
- 2009年（平成21年）4月1日 - 隨著岡山市成為政令指定都市，車站地址變為岡山縣岡山市北區御津野野口。

## 車站構造
車站是一座地面車站，設有2面2線的相對式月台，可進行列車交會。在國鐵末期，此站變為只有單式月台。後來隨著津山線進行高速化工程，此站變回設有列車交會設施。靠近車站大樓一方為上下行本線的1號月台，大樓對面為上下副本線的2號月台，同時為一線通過結構。兩月台之間設有站內平交道。
此站是由岡山站管理的無人車站。此站設有車站大樓。車站大樓部分位置已經拆毀。大樓對面月台上設有候車室。

### 月台
| 月台 | 路線   | 上下行 | 方向           |
| ---- | ------ | ------ | -------------- |
| 1、2 | 津山線 | 上行   | 福渡、津山方向 |
| 1、2 | 津山線 | 下行   | 岡山方向       |

- 所有通過列車和不需要進行列車交會的停站列車，均使用1號月台。
- 當進行列車交會時，津山方向的上行列車會使用1號月台，岡山方向的下行列車使用2號月台。
- 在平日和星期六設有1班從此站出發前往岡山的班次（沒有以此站為終點站的列車班次），該列車會在2號月台出發。

## 使用狀況
以下為近年1日平均乘車人次列表：
| 乘車人次變化 | 乘車人次變化    |
| 年度         | 1日平均乘車人次 |
| ------------ | --------------- |
| 1999         | 210             |
| 2000         | 200             |
| 2001         | 179             |
| 2002         | 167             |
| 2003         | 154             |
| 2004         | 157             |
| 2005         | 152             |
| 2006         | 143             |
| 2007         | 121             |
| 2008         | 135             |
| 2009         | 123             |
| 2010         | 123             |
| 2011         | 118             |
| 2012         | 112             |
| 2013         | 112             |
| 2014         | 121             |
| 2015         | 125             |
| 2016         | 147             |
| 2017         | 145             |
| 2018         | 140             |

## 車站周邊
- Kabaya食品總部、岡山工場
- Daishin電機總社工場
- 御津野野口郵局
- 岡山市立御津南小學
- 國道53號（日语：国道53号）
- 岡山縣道81號東岡山御津線（日语：岡山県道81号東岡山御津線）
- 岡山縣道218號玉柏野野口線（日语：岡山県道218号玉柏野々口線）

## 相鄰車站
西日本旅客鐵道（JR西日本）
 津山線
■快速「壽」（只有1往返班次停站）
金川－野野口－法界院
■普通
金川－野野口－牧山

## 注腳
1. ↑  岡山縣統計年報

## 外部連結
- 野野口｜車站資訊：JR出門網 - 西日本旅客鐵道（日語）